# HMS Moth (1915)
HMS Moth — один з річкових канонерських човнів типу «Інсект» Королівського флоту. Розпочавши службу 1916, «Moth» брав участь у бойових діях на Середньому сході, Білому морі та Далекому сході у двох Світових війнах. Затоплений під час вторгнення у Гонконг, корабель був піднятий японцями і включений до складу Імперського флоту Японії як Suma (яп. 須磨). Корабель активно використовувався аж поки не підірвався на морській міні на річці Янцзи в 1945 році та потонув.

## Історія служби

### Служба у Королівського флоті
Moth був відправлений на Близький Схід (область Месопотамії) у 1916 році. У 1919 році канонерський човен відправлений до Білого моря, а 1920 року була переведена на Китайську станцію. У грудні 1941 року корабель включили до складу Сходного флоту в Гонконгу. 8 грудня 1941 року Moth і однотипний канонерський човен Cicala були в порту під час повітряного нападу ВПС Імператорської армії  Японії. Cicala потопили 21 грудня. Moth розмістили у доку для ремонту, але з коли здача міста японцями стала неминучою, корабель затопили 12 грудня.

### Служба в Імперських ВМС Японії
Імперський ВМС Японії відправив спеціалістів до Гонконгу для обслідування стану «Moth», а 1 липня 1942 року канонерський човен було піднято і перейменовано на Suma (яп. 須磨) Сума — японська мальовнича місцевість, яка згадана в «Казці про Генджі» .
29 липня 1943 року вона здійснила обстріл літаків США під час авіарейду на Гонконг. 29 грудня 1943 року «Суму» атакували три В-25 а на наступний день інші два В-25, завдавши кораблю певних ушкоджень, натомість екіпаж заявляв про збиття одного В-25. 11 червня 1944 року корабель атакували П-38, а 18 червня — три В-25. 26 грудня «Суму» атакували сім П-51, з кормова 25 міліметрова гармата була розбита, 18 членів екіпажу було вбито та чотири поранені. 28–30 грудня в Яньху було замінено кормову гармату і зроблено ремонт корабля.
11 лютого 1945 року «Суму» знову атакували P-51. Корабель відремонтували на верфі Mitsubishi Yangshupu, Шанхай, з 17 лютого по 12 березня 1945 року. Його застосовували на річці Янцзи в протиповстанських операціях. 19 березня 1945 року канонерський човен підірвався на морській міні в Аньціні і затонув. Загинуло 8 членів екіпажу.